# Загоруйченко, Юлия
Загоруйченко Юлия (род. 11 сентября 1981, Белгород) — американская танцовщица латиноамериканских спортивных бальных танцев. Многократная чемпионка мира и США среди профессионалов в латиноамериканской программе в паре с Рикардо Кокки (2007—2017), до этого с Максимом Кожевниковым (2001—2007).

## Биография
Начала карьеру в 4 года в школе танцев. Через несколько лет перешла в танцевальный клуб Елены и Василия Алтуниных. В 1993 году Загоруйченко стала победителем в Национальном чемпионате России в категории «Юниоры».
В 20 лет (по другим данным, в 21 год) эмигрировала в США вместе со своим партнером Максимом Кожевниковым. В США они стали двукратными чемпионами мира среди профессионалов в категории Show Dance, пятикратными чемпионами США по Show Dance и финалистами многих мировых чемпионатов и фестивалей.
С 2007 года танцует с Рикардо Кокки, переехавшим в США из Италии (до этого выступал в паре с австралийской танцовщицей Жоан Вилкинсон). Осенью 2010 года стали победителями чемпионата мира в латиноамериканской программе среди профессионалов по версии WDC. В 2011 в Москве и 2012 году в г. Блэкпул на Международном Чемпионате среди профессионалов они стали обладателями Кубка мира.
Поженились 5 июня 2017.